# Вицепрезидент на Иран
Вицепрезидентът на Иран се определя от член 124 от Конституцията на Иран, като всеки, назначен от президента на Иран ръководи организация, свързана с президентските дела.
Първият вицепрезидент е най-важен, като той или тя води заседанията на кабинета в отсъствието на президента.

## Вицепрезиденти

### Първи вицепрезидент
Ролята на Първи вицепрезидент е създадена след промяната на Конституцията през 1989 г. Той поема някои от отговорностите на поста на министър-председателя, който спира да функционира. Съгласно член 124, първия вицепрезидент председателства съвета на министрите и координира другите вицепрезидентства, ако получи позволение от президента. Съгласно член 131, първият вицепрезидент поема функциите на действащия президент в случаите, когато президента е недееспособен, но само ако е получил разрешение от върховния лидер на Иран. Според същия член, първият вицепрезидент трябва да гарантира, че новият президент ще бъде избран през следващите петдесет дни.
Съгласно член 132, по времето на изпълняващия дейността президент, Меджлиса не може да уволнява министри и не може да не одобри новоназначените министри. Също така, референдуми и промени в Конституцията са забранени.

### Списък на първи вицепрезиденти
| № | Име                   | Снимка         | Роден–починал | Управление от        | Управление до        | Президент                    |
| - | --------------------- | -------------- | ------------- | -------------------- | -------------------- | ---------------------------- |
| 1 | Хасан Хабиби          |                | 1937–2013     | 1 септември 1989 г.  | 11 септември 2001 г. | Али Акбар Хашеми Рафсанджани |
| 1 | Хасан Хабиби          | Мохамад Хатами | 1937–2013     | 1 септември 1989 г.  | 11 септември 2001 г. |                              |
| 2 | Мохамед Реза Ареф     |                | 1951–         | 11 септември 2001 г. | 11 септември 2005 г. |                              |
| 3 | Парвиз Даводи         |                | 1952–         | 11 септември 2005 г. | 17 юли 2009 г.       | Махмуд Ахмадинежад           |
| 4 | Есфандияр Рахим Машей |                | 1960–         | 17 юли 2009 г.       | 25 юли 2009 г.       | Махмуд Ахмадинежад           |
| 5 | Мохамад Реза Рахими   |                | 1949–         | 13 септември 2009 г. | 3 август 2013 г.     | Махмуд Ахмадинежад           |
| 6 | Ешак Джахангири       |                | 1957–         | 4 август 2013 г.     | Настояще             | Хасан Рухани                 |

## Настоящи вицепрезиденти
- Вицепрезидент по административните въпроси: Мохамед Шариятмадари
- Вицепрезидент и ръководител на Организацията за защита на околната среда: Масумех Ебтекар
- Вицепрезидент и ръководител на Организацията за атомна енергия: Али Акбар Салехи
- Вицепрезидент и реъководител на Организацията за културно наследство и туризъм: Масуд Солтанифар
- Вицепрезидент и ръководител на Организацията за управление и планиране: Мохамед Багер Нобахт
- Вицепрезидент по правни и парламентарни въпроси: Хосеин Али Амири
- Вицепрезидент и ръководител на фондацията за мъченици и ветерани: Мохамед Али Шахиди
- Вицепрезидент и ръководител на центъра по въпроси за жени и семейства: Шахиндохт Молаверди
- Вицепрезидент и ръководител на Националната елитна фондация: Сорена Сатари
- Вицепрезидент и ръководител на Организацията за заетостта и административни работи: Ямшид Ансари
- Вицепрезидент по правните въпроси: Маджеад Ансари